# Anabolia nervosa
Anabolia nervosa is een schietmot uit de familie Limnephilidae. De soort komt voor in het Palearctisch gebied.

## Beschrijving
De schietmot heeft een lichtbruin lichaam en afgeronde vleugels met dezelfde warmbruine kleur, zonder opvallende markeringen. De volwassen dieren zijn hierdoor niet eenvoudig van soortgenoten te onderscheiden. Ze kunnen een lengte bereiken van 15 mm met een spamwijdte tot 35 mm. De larve is eenvoudiger te herkennen aan de gele kop met opvallend vlekkenpatroon en aan de bouw van de koker.

## Habitat
De schietmotten zijn vrij algemeen in Nederland en in de herfst, vooral in september en oktober, actief. 
Ze zijn overdag te vinden tussen de oeverplanten van stromend of stilstaand water met bij voorkeur een zandbodem. De larven van de kokerjuffer maken hun 3cm lange koker namelijk van zand. Opvallend is hierbij dat enkele, aan beide kanten uitstekende, stokjes aan de koker worden vastgemaakt, waardoor ze waarschijnlijk minder makkelijk op te eten zijn door vissen.  